# Cranichis ovata
Cranichis ovata là một loài thực vật có hoa trong họ Lan. Loài này được Wickstr. mô tả khoa học đầu tiên năm 1827.